# بیورن رینکویست
 بیورن رینکویست (انگلیسی: Björn Rehnquist؛ زادهٔ ۵ ژانویهٔ ۱۹۷۸) یک تنیس‌باز اهل سوئد است. 